# Gottfried Ackermann
Gottfried Ackermann, geb. Müller, auch Gottfried Ackermann-Müller, (* 14. März 1951 in Dresden) ist ein deutscher Violinist.

## Leben
Gottfried Ackermanns Vater trug den Titel Kammervirtuose und war Mitglied der Staatskapelle Dresden. Gottfried Ackermann absolvierte seine Ausbildung bei Max Rostal und Sándor Végh. 1969 errang er den 1. Preis des Johann-Sebastian-Bach-Wettbewerbes in Würzburg.
Ab 1977 fungierte er als Professor für Violine am Vorarlberger Landeskonservatorium Feldkirch/Bregenz und war überdies als Leiter des Feldkircher Barock-Ensembles aktiv. Seit 1980 hatte Gottfried Ackermann mehrere Positionen als 1. Konzertmeister inne: erstmals am Teatro Massimo in Palermo, daraufhin am Teatro del Opera di Roma, sodann im Schweizer Festspielorchester in Luzern und seit 1987 (mit einer Unterbrechung von 2000 bis 2007) bei der Südwestdeutschen Philharmonie in Konstanz. Daneben war er zeitweilig auch als Solo-Bratschist bei der Deutschen Kammerakademie Neuss am Rhein und im Schweizer Kammerorchester tätig.
Seit 1979 konzertiert Gottfried Ackermann als Solist und Kammermusiker. Zusammen mit seiner Ehefrau Lisbeth Ackermann und Mitgliedern des Tonhalle-Orchesters Zürich bildet er das Ensemble PRISMA. 1991 konzertierte er als Solist im Gewandhaus Leipzig. Ostern 1998 trat er im Gewandhaus Leipzig als Solist mit dem Bach-Orchester Leipzig auf; er spielte die Solo-Violine im Concerto grosso a-moll von Antonio Vivaldi. Mit dem Bach-Orchester des Gewandhauses Leipzig unter Peter Schreier und Christian Funke gastierte er u. a. in Japan. Er ist Mitglied der Leipziger Bachsolisten. Er war Kammermusikpartner u. a. von Karl Engel und Sándor Végh. Er gab Konzerte beim Casals Festival, Prades. 2008 gastierte er als Solist beim Weinfelder Musikfestival in Weinfelden im Kanton Thurgau.
Er machte Aufnahmen in Italien, beim ORF, beim DRS und Radio Bremen. Ackermann spielte beim Festival von Gidon Kremer, bei Yehudi Menuhin und mit Nikolaus Harnoncourt.